# Salernitana Sport 1978-1979
Questa pagina raccoglie i dati riguardanti la Salernitana Sport nelle competizioni ufficiali della stagione 1978-1979.

## Stagione
Da questa stagione nuovo format della terza serie, con il neo costituito torneo di C1 composto da due gironi da 18 squadre. Le prime due classificate in ciascun girone accedono alla Serie B.
La Salernitana è sempre condizionata dalle difficoltà economiche oltre che da problemi interni alla dirigenza, che porteranno a tre cambi di presidenza: ritorno di Paolillo, poi Benvenuto, e infine di nuovo Paolillo.
Come allenatore viene scelto Domenico Rosati, il quale farà bene all'inizio sia in coppa (fermati ai sedicesimi di finale) che in campionato, ma nel corso della stagione la squadra mette in mostra tutti i suoi limiti, e Rosati chiede rinforzi alla società. Arrivano Giuseppe Zandonà dal Monza e, soprattutto, il giovane Walter Zenga dalla primavera dell'Inter, futuro portiere della Nazionale.
Zenga subirà due reti evitabili nella gara contro il Pisa, uscendo dal campo in lacrime dopo 12' minuti di gioco, sostituito dal giovane portiere ex Napoli Francesco Anellino. Proprio durante questa sconfitta interna il tecnico Rosati subirà dure contestazioni da parte della tifoseria, e sarà costretto ad uscire dallo stadio nascosto nel pullman dei tifosi ospiti e a rassegnare le dimissioni.
Il nuovo tecnico Franco Viviani preleva una squadra penultima in classifica e la conduce sino al sesto posto.

## Divise
| Casa | Trasferta |

## Rosa
| N. |                   | Ruolo | Calciatore         |
| -- | ----------------- | ----- | ------------------ |
|    | Italia (bandiera) | P     | Francesco Anellino |
|    | Italia (bandiera) | P     | Nevio Favaro       |
|    | Italia (bandiera) | P     | Walter Zenga       |
|    | Italia (bandiera) | P     | Ugo Tani           |
|    | Italia (bandiera) | D     | Antonio Ambrosi    |
|    | Italia (bandiera) | D     | Piergiorgio Ferri  |
|    | Italia (bandiera) | D     | Federico Marchi    |
|    | Italia (bandiera) | D     | Giuseppe Zandonà   |
|    | Italia (bandiera) | D     | Maurizio Ronchi    |
|    | Italia (bandiera) | D     | Mario Valeri       |
|    | Italia (bandiera) | D     | Domenico Santucci  |
|    | Italia (bandiera) | D     | Walter Viganò      |

| N. |                   | Ruolo | Calciatore            |
| -- | ----------------- | ----- | --------------------- |
|    | Italia (bandiera) | C     | Alessandro Chieregato |
|    | Italia (bandiera) | C     | Antonio D'Angelo      |
|    | Italia (bandiera) | C     | Domenico Di Maio      |
|    | Italia (bandiera) | C     | Vincenzo Zazzaro      |
|    | Italia (bandiera) | C     | Claudio Tinaglia      |
|    | Italia (bandiera) | A     | Salvatore Capone      |
|    | Italia (bandiera) | A     | Roberto Ciccotelli    |
|    | Italia (bandiera) | A     | Stefano D'Aversa      |
|    | Italia (bandiera) | A     | Claudio De Tommasi    |
|    | Italia (bandiera) | A     | Paolo Franceschelli   |
|    | Italia (bandiera) | A     | Luca Gabriellini      |
|    | Italia (bandiera) | A     | Giacomo La Rosa       |

## Risultati

### Campionato

#### Girone di andata
| 1º ottobre 1978 1ª giornata | Empoli | 1 – 1 | Salernitana |  |

| 8 ottobre 1978 2ª giornata | Salernitana | 1 – 1 | Teramo |  |

| 15 ottobre 1978 3ª giornata | Benevento | 1 – 0 | Salernitana |  |

| 22 ottobre 1978 4ª giornata | Salernitana | 0 – 4 | Campobasso |  |

| 29 ottobre 1978 5ª giornata | Salernitana | 1 – 0 | Barletta |  |

| 5 novembre 1978 6ª giornata | Turris | 0 – 0 | Salernitana |  |

| 12 novembre 1978 7ª giornata | Salernitana | 0 – 1 | Chieti |  |

| 19 novembre 1978 8ª giornata | Pro Cavese | 0 – 0 | Salernitana |  |

| 26 novembre 1978 9ª giornata | Salernitana | 1 – 0 | Catania |  |

| 3 dicembre 1978 10ª giornata | Latina | 2 – 1 | Salernitana |  |

| 10 dicembre 1978 11ª giornata | Paganese | 0 – 1 | Salernitana |  |

| 17 dicembre 1978 12ª giornata | Salernitana | 1 – 2 | Pisa |  |

| 30 dicembre 1978 13ª giornata | Arezzo | 2 – 1 | Salernitana |  |

| 7 gennaio 1979 14ª giornata | Salernitana | 1 – 1 | Matera |  |

| 14 gennaio 1979 15ª giornata | Salernitana | 1 – 1 | Reggina |  |

| 21 gennaio 1979 16ª giornata | Lucchese | 1 – 0 | Salernitana |  |

| 28 gennaio 1979 17ª giornata | Salernitana | 1 – 0 | Livorno |  |

#### Girone di ritorno
| 4 febbraio 1979 18ª giornata | Salernitana | 2 – 0 | Empoli |  |

| 11 febbraio 1979 19ª giornata | Teramo | 0 – 0 | Salernitana |  |

| 18 marzo 1979 20ª giornata | Salernitana | 1 – 0 | Benevento |  |

| 25 febbraio 1979 21ª giornata | Campobasso | 0 – 0 | Salernitana |  |

| 4 marzo 1979 22ª giornata | Barletta | 2 – 0 | Salernitana |  |

| 11 marzo 1979 23ª giornata | Salernitana | 2 – 1 | Turris |  |

| 25 marzo 1979 24ª giornata | Chieti | 1 – 2 | Salernitana |  |

| 1º aprile 1979 25ª giornata | Salernitana | 0 – 0 | Pro Cavese |  |

| 8 aprile 1979 26ª giornata | Catania | 1 – 1 | Salernitana |  |

| 22 aprile 1979 27ª giornata | Salernitana | 1 – 1 | Latina |  |

| 29 aprile 1979 28ª giornata | Salernitana | 0 – 0 | Paganese |  |

| 6 maggio 1979 29ª giornata | Pisa | 1 – 0 | Salernitana |  |

| 13 maggio 1979 30ª giornata | Salernitana | 3 – 1 | Arezzo |  |

| 20 maggio 1979 31ª giornata | Matera | 3 – 0 | Salernitana |  |

| 27 maggio 1979 32ª giornata | Reggina | 0 – 0 | Salernitana |  |

| 3 giugno 1979 33ª giornata | Salernitana | 2 – 1 | Lucchese |  |

| 9 giugno 1979 34ª giornata | Livorno | 2 – 3 | Salernitana |  |